# الیسن تی۳۸
الیسن تی۳۸ (به انگلیسی: Allison T38) یک موتور هواگرد ساختِ کارخانهٔ الیسن انجین در کشور ایالات متحده آمریکا است.